# Mercer Ellington
Pour les articles homonymes, voir Ellington.
Mercer Kennedy Ellington, né le 11 mars 1919 à Washington DC (États-Unis) et mort le 8 février 1996 à Copenhague (Danemark), est un trompettiste, arrangeur, compositeur et chef d'orchestre de jazz américain.

## Biographie
Fils de Duke Ellington et père du pianiste Paul Mercer Ellington, Mercer Kennedy Ellington étudie la trompette, le saxophone alto et la composition à Juilliard School à New York avant de former son propre orchestre. Ensuite il travaille comme trompettiste tour à tour avec Sy Oliver (1939-1949), son père (1950), Cootie Williams (1954), à nouveau avec son père (1965) auquel il succède à la tête de l'orchestre à sa mort en 1974.